# Saint-Hugues
Saint-Hugues è un comune del Canada, situato nella provincia del Québec, nella regione di Montérégie.